# Wasgen Manukjan

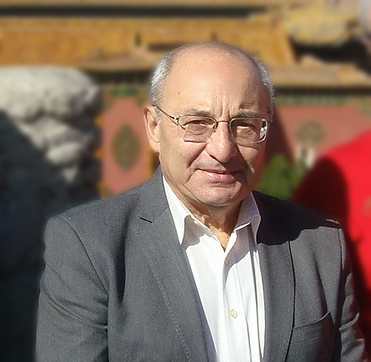
Wasgen Manukjan (2012)

Wasgen Manukjan (armenisch Վազգեն Մանուկյան, * 13. Februar 1946 in Gjumri, Armenische SSR) ist ein armenischer Politiker, der einen Ph.D. in Mathematik und Physik hat. Er war der erste Premierminister des unabhängigen Armeniens von 1990 bis 1991. Von 1992 bis 1993 war er Verteidigungsminister und von 2008 bis 2019 Präsident des Wirtschafts- und Sozialrats.
Wasgen Manukjan ist verheiratet und Vater dreier Kinder.

## Biografie

### Herkunft der Familie
Wasgen Manukjans Eltern stammten ursprünglich aus der Provinz Moks im Westen Armeniens: Sie waren während des Völkermords an den Armeniern aus dem Osmanischen Reich geflohen und hatten in Jerewan Zuflucht gefunden. Sein Vater, Mikayel Manukjan, war Doktor der Mathematik und Professor an der Staatlichen Universität Jerewan. Seine Mutter, Asdghik Hakobjan, geboren in Gjumri, im Norden der Republik Armenien, studierte an der Staatlichen Universität Jerewan.

### Studium
Wasgen Manukjan studierte an der Staatlichen Universität Jerewan und fertigte dann seine Doktorarbeit (verteidigt 1972) in Mathematik in Nowosibirsk an der berühmten Akademgorodok an.

### Lehre an der Staatlichen Universität Jerewan
Nach seiner Rückkehr nach Jerewan im Jahr 1972 begann Manukjan an der Fakultät für Angewandte Mathematik der Staatlichen Universität Jerewan zu unterrichten (Optimierungsmethoden und mathematische Analysis).

## Politische Tätigkeit

### Anfänge
Am 24. April 1967, als Student in Moskau, organisierte Manukjan eine Demonstration vor der türkischen Botschaft in Moskau, woraufhin er nach Jerewan zurückgeschickt wurde.

### Karabach-Komitee
Im Februar 1988 trat er dem "Karabach-Komitee" bei, dessen Ziel es war, die Wiedervereinigung der autonomen Region Bergkarabach mit Armenien zu erreichen.
Am 10. Dezember 1988 wurde Manukjan mit allen Mitgliedern des Komitees verhaftet und verbrachte sechs Monate im Moskauer Gefängnis Matrosskaja Tischina.

### Erster Regierungschef des unabhängigen Armeniens
Nach seiner Befreiung trug Manukjan zur Gründung der Armenischen Allnationalen Bewegung bei, der Partei, die das Karabach-Komitee erbte und einbezog und deren erster Präsident er wurde. Im Mai 1990 wurde er zum Abgeordneten des Obersten Sowjets von Armenien gewählt, und am 13. August 1990 wurde Manukjan vom Obersten Sowjet zum Vorsitzenden des Ministerrats (Premierminister) ernannt.
Nach tiefen Meinungsverschiedenheiten mit dem Staatspräsidenten Lewon Ter-Petrosjan trat Manukjan am 26. September 1991 als Premierminister zurück.
Manukjan gründete dann eine Partei, die Nationaldemokratische Bewegung (ԱԺՄ) mit den Abgeordneten David Vardanjan, Archag Sadojan, Chavarch Kotcharjan, Ludwig Khatchatrjan, Tigran Sargsjan und Seyran Avagjan.

### Zurück zur Regierung als Verteidigungsminister
Im September 1992 wurde Manukjan zum Staatsminister und Verteidigungsminister ernannt. Zu dieser Zeit nahm die armenische Armee ihre endgültige Form an und war nun in der Lage, in Berg-Karabach Vorteile zu erkämpfen, mit zwei "Operationen", die seitdem in Armenien berühmt sind: die Operation von Kapan (die es ermöglichte, diese Stadt vor Bombardierungen zu schützen) und Karvadjar (die es ermöglichte, die Territorien von Armenien und Berg-Karabach zu verbinden).
Im August 1993 trat er als Verteidigungsminister zurück.
1995 wurde Manukjan als Abgeordneter der Nationalversammlung (zwanzigster Wahlkreis) gewählt.

### Kandidatur bei den Präsidentschaftswahlen 1996
1996 war Manukjan Kandidat bei den Präsidentschaftswahlen gegen den ausscheidenden Präsidenten Lewon Ter-Petrosjan. Das Wahlergebnis wurde angefochten und Lewon Ter-Petrosjan schickte die Armee in die Straßen von Jerewan um seine politische Stellung zu behalten. Dem Politikwissenschaftler Gaïdz Minassian zufolge gab es beim Wahlgang starke Unregelmäßigkeiten.

### Mitglied der Nationalversammlung
Von 1999 bis 2007 war Manukjan Mitglied der Nationalversammlung, stellte sich aber bei den Wahlen 2007 nicht wieder als Kandidat an. Manukjan hat also viermal für das Amt des Staatspräsidenten kandidiert, 1996, 1998, 2003 und 2008.

### Präsident des Wirtschafts- und Sozialrates
Von 2009 bis 2019 war Wasgen Manukjan Vorsitzender des Wirtschafts- und Sozialrates der Republik Armenien. Nach einer Verleumdungskampagne des Abgeordneten Armand Babadjanjan, der dem Premierminister Nikol Paschinjan nahe steht, trat er aus dem Wirtschafts- und Sozialrat aus und gründete den politischen Klub Vernatun.

## Auszeichnungen
Wasgen Manukjan wurde mit der Medaille des Ordens von Tigran dem Großen der Republik Armenien und mit der Medaille des Ordens von Mesrop Machtots der Republik Artsakh ausgezeichnet.

## Offizielle Website
- http://vazgenmanukyan.am/